# ギヨーム・カネ
ギョーム・カネ（Guillaume Canet, 1973年4月10日 - ）はフランス・ブローニュ＝ビヤンクール出身の俳優、映画監督。

## 来歴
両親が馬のブリーダーで、若い頃は自身も乗馬の選手になりたかったという。
1994年からテレビに出演しはじめる。ダニー・ボイル監督のアメリカ・イギリス合作映画『ザ・ビーチ』（1999年）にも出演し、英語圏の観客にも知られるようになる。
1996年から短編映画を監督しており、2002年の『僕のアイドル』で長編監督デビューを果たした。この作品は第28回セザール賞の新人監督作品賞にノミネートされた。また、ハーラン・コーベンの原作を映画化した2006年の『唇を閉ざせ』では、第32回セザール賞の監督賞を受賞した。

### プライベート
2001年に女優のダイアン・クルーガーと結婚したが2006年に離婚。
『世界でいちばん不運で幸せな私』（2003年）で共演したマリオン・コティヤールと2007年から交際し、2011年5月に長男（マルセル）が誕生した。

## フィルモグラフィ
| 年   | 題名                                                       | 役名                   | 備考                                                                        |
| ---- | ---------------------------------------------------------- | ---------------------- | --------------------------------------------------------------------------- |
| 1998 | 天使の肉体 En plein coeur                                  | ヴィンセント           |                                                                             |
| 1999 | 父の跡をたどって Je règle mon pas sur le pas de mon père   |                        | 第7回フランス映画祭横浜'99にて上映。                                        |
| 2000 | ザ・ビーチ The Beach                                       | エティエンヌ           |                                                                             |
| 2000 | フィデリテ La Fidélité                                     | ネモ                   | 第8回フランス映画祭横浜2000にて上映。DVD題『女写真家ソフィー』              |
| 2001 | ヴィドック Vidocq                                          | エチエンヌ・ポワッセ   |                                                                             |
| 2003 | 世界でいちばん不運で幸せな私 Jeux d'enfants                | ジュリアン             |                                                                             |
| 2004 | ナルコ Narco                                               | ギュスターヴ・クロップ |                                                                             |
| 2005 | 戦場のアリア Joyeux Noël                                   | オードベール中尉       |                                                                             |
| 2005 | 美しき運命の傷痕 L'enfer                                   | セバスチャン           |                                                                             |
| 2006 | 唇を閉ざせ Ne le dis à personne                            | N/A                    | 監督・脚本                                                                  |
| 2007 | 幸せになるための恋のレシピ Ensemble, c'est tout            | フランク               |                                                                             |
| 2009 | フェアウェル さらば、哀しみのスパイ L'Affaire Farewell     | ピエール・フロマン     |                                                                             |
| 2010 | 恋と愛の測り方 Last Night                                  | アレックス             |                                                                             |
| 2010 | 君のいないサマーデイズ Les Petits Mouchoirs                | N/A                    | 監督・脚本                                                                  |
| 2011 | より良き人生 Une vie meilleure                             | ヤン                   | 第24回東京国際映画祭コンペティション部門にて上映                            |
| 2012 | プレイヤー Les infidèles                                   | ティボー               |                                                                             |
| 2013 | 世界にひとつの金メダル Jappeloup                           | ピエール・デュラン     | 兼脚本                                                                      |
| 2013 | ターニング・タイド 希望の海 En solitaire                   | フランク・ドレヴィル   |                                                                             |
| 2013 | マイ・ブラザー 哀しみの銃弾 Blood Ties                     | N/A                    | 監督・脚本・製作                                                            |
| 2014 | 愛しすぎた男 37年の疑惑 L'homme qu'on aimait trop          | モーリス・アニュレ     | 日本劇場未公開 WOWOWにて『ニースの疑惑 カジノ令嬢失踪事件』のタイトルで放映 |
| 2014 | 次は、心臓を狙う。 La prochaine fois je viserai le coeur   | フランク               | 日本劇場未公開、WOWOWにて放映 ソフト題は『次は心臓を狙う』                  |
| 2015 | 疑惑のチャンピオン The Program                             | ミケーレ・フェラーリ   |                                                                             |
| 2016 | ジャドヴィル包囲戦 -6日間の戦い- The Siege of Jadotville   | ルネ・フォルク         | Netflixで配信                                                               |
| 2016 | セザンヌと過ごした時間 Cézanne et Moi                      | エミール・ゾラ         |                                                                             |
| 2017 | 凍える追跡 Mon garçon                                      | ジュリアン             | 日本劇場未公開 WOWOWにて放映                                                |
| 2018 | シンク・オア・スイム イチかバチか俺たちの夢 Le Grand Bain  | ロラン                 |                                                                             |
| 2018 | 冬時間のパリ Doubles vies                                  | アラン・ダニエルソン   | 第31回東京国際映画祭上映時のタイトルは『ノン・フィクション』                |
| 2018 | ダーティ・ガイズ パリ風俗街潜入捜査線 L'amour est une fête | フランク/マルタン      |                                                                             |
| 2019 | ベル・エポックでもう一度 La Belle Époque                   | アントワーヌ           |                                                                             |
| 2023 | ACID/アシッド Acide                                        | ミシャル               |                                                                             |